# Gyökérkezelés
A gyökérkezelés során a fogbélüreg (pulpa) tartalmát eltávolítják, ezt a teret lehetőség szerint sterillé teszik, és olyan anyaggal tömik be a gyökércsatornát teljes hosszában, amely tartós zárást biztosít. A fog keményszövetei (zománc és dentin) alatt a fogbélüreg található. Ennek tartalma: érképletek, idegek, kötőszövet.
A gyökérkezelés indoka leggyakrabban a fogbélgyulladás, amit a mély szuvasodásból származó baktériumpenetráció okoz. A gyökércsatornába és annak falába ilyenkor baktériumok kerülnek. A gyökérkezeléssel a fertőzött beltartalmat és a fertőzött csatornafalat is eltávolítják. Ezt gyökérkezelő tűk segítségével hajtják végre.

## Folyamata

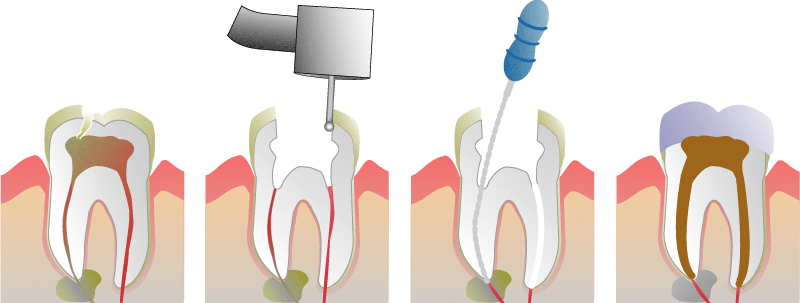
A gyökérkezelés lépései: a beteg fog; a csatornák feltárása; a csatornák tágítása; gyökértömött fog, koronával ellátva

Miután röntgenfelvétel segítségével ellenőrizték, hogy a gyökérkezelő tű leér a csatorna végéig és azon nem ér túl, következik a mechanikai (gyökérkezelő tűkkel) és vegyi (nátrium-hipoklorit) tisztítása.
A megtisztított csatornát steril papírszálakkal kiszárítják és ún. sealer anyagot visznek be a csatornába. Ez az anyag kitölti a fő tömőanyag és csatorna fala között keletkezett réseket. Ezután a röntgennel meghatározott csatornahosszal megegyező hosszúságú guttaperka szálat (mester) helyeznek el a csatornában. A guttaperka egy természetes, homogén anyag, ami a gyökérkezelés céljainak igen jól megfelel. A mester guttaperka mellé ún. segédszálakat helyeznek és minden szál behelyezése után a gyökértömést kondenzálják (nyomással oldalirányban és lefele préselik), hogy pontosabb záródást érjenek el vele.
Az ideális gyökértömés „csúcsig érő” és „falálló”: teljesen kitölti a gyökércsatornát.

## Szövődmények
A leggyakoribb szövődmény a gyökércsatorna túltömése, tehát a gyökértömőanyagoknak a gyökércsúcson való túljuttatása. Ez azért probléma, mert a periapikális térbe jutott anyagok idegentestként viselkednek a szervezet számára, és gyulladást váltanak ki. Előfordul az alultömés is, amikor a gyökértömőanyag nem tölti ki a preparált gyökércsatornát teljes hosszában. Ilyenkor a gyulladás kiújulása következhet be.
Különböző szövődmények előfordulhatnak a gyökércsatorna feltárásakor (álút, perforáció) vagy a gyökércsatorna tágításakor (lépcsőképződés, műszerek betörése, álút készítése, a gyökér oldalsó vagy apikális perforációja).